# Ludwig Thuille
Ludwig Thuille (Bolzano, 1861. november 30. – München, 1907. február 5.) osztrák későromantikus zeneszerző.

## Élete és művei
1877-től Inssbruckban, majd 1879-től Müchenben folytatott tanulmányokat. 1882-ben diplomázott Müncheni Zeneakadémián. Már a következő évtől tanítani kezdett: kezdetben zongoraművészetet és harmóniát, később zeneelméletet. Tanítványa volt Hermann Abendroth, Ernest Bloch, Walter Braunfels, Walter Courvoisier, és Rudi Stephan. Fiatalon, alig 46 évesen hunyt el 1907-ben.
Késő romantikus zeneszerzőként zongoradarabokat, orgona-szonátát, kamarazenét, zongoraversenyeket, szimfóniákat, színpadi zenét és szólóműveket írt. Készített kórusműveket, és négy operát is, amelyek közül az utolsó befejezetlen.

## Hangfelvételek
- Zongora Quintett,  – Youtube.com, Közzététel: 2016. febr. 5.
- Zongoraverseny,  – Youtube.com, Közzététel: 2010. jan. 24.
- Három zongoradarab,  – Youtube.com, Közzététel: 2013. márc. 23.
- Allegro giusto,  – Youtube.com, Közzététel: 2013. márc. 26.

## Kották
- Thuille, Ludwig. International Music Score Library Project. (Hozzáférés: 2019. május 17.)

## Fordítás
- Ez a szócikk részben vagy egészben  a   Ludwig Thuille című francia Wikipédia-szócikk fordításán alapul.  Az eredeti cikk szerkesztőit annak laptörténete sorolja fel. Ez a jelzés csupán a megfogalmazás eredetét és a szerzői jogokat jelzi, nem szolgál a cikkben szereplő információk forrásmegjelöléseként.